# Friese beweging
Tot de Friese beweging (Fries: Fryske beweging) kunnen alle personen en instanties gerekend worden die zich inzetten of ingezet hebben voor het behoud en versterken van de Friese taal, cultuur en identiteit van de Friezen in de provincie Friesland. Voor sommige leden van deze beweging betekende dit tegelijk streven in naar (meer) onafhankelijkheid van het centraal Nederlands gezag.
De hoofdstroom van de Friese beweging kan worden opgevat als een uiting van cultureel nationalisme dat in tegenstelling tot politiek nationalisme niet streeft naar afscheiding van de het moederland. Het verschilt echter ook van regionalisme, doordat de eigen taal en vermeende gemeenschappelijke afstamming in de Friese beweging wel degelijk centraal staan.
Historici als Goffe Jensma en Philippus Breuker hebben laten zien dat de Friese beweging zich heeft ontwikkeld uit opeenvolgende sociale bewegingen, waarin telkens nieuwe groepen het Fries gebruikten om hun aanhang te mobiliseren. Eerst was dit een zaak van de hogere burgerij (Friesch Genootschap), daarna van de nieuwe middenklassen (Selskip 1844) en ten slotte van de socialistische arbeidersbeweging, de orthodox-protestantse bevolkingsgroep (Kristlik Frysk Selskip) en de katholieke minderheid (Roomsk Frysk Boun).
De term Friese beweging is rond 1900 ontstaan en ontleend aan verwante termen als arbeidersbeweging, vrouwenbeweging, jeugdbeweging, maar ook aan termen als verlichtings- en opwekkingsbeweging. De term werd tevens gebruikt om specifieke organisaties als de Jongfryske Mienskip uit 1915 aan te duiden. De benaming geeft aan dat de Friese beweging zichzelf zag als een emancipatiebeweging die streefde naar gelijkberechtiging van de eigen taal en cultuur. 
De Friese beweging wordt wel eens opgevat als een vorm van verzuiling, waarbij Friestaligen  zich binnen Nederland als afzonderlijke belangengroep organiseerden. De bestaande opdeling de Friese samenleving langs politieke en religieuze scheidslijnen zette zich echter ook binnen de Friese beweging door. De beweging had daardoor in verschillende delen van Friesland een andere kleur: in de Wouden en het Lage Midden overwoog het seculiere en socialistische element, in Westergo domineerden de orthodox-hervormden, terwijl rond Dokkum het gereformeerde volksdeel zwaar telde. De geschiedenis van de Friese beweging als geheel is eerder te vergelijken met sociaal-culturele emancipatiebewegingen elders in Europa, zoals het Grundtvigianisme in Denemarken, waar de Deense taal en cultuur een belangrijke rol speelde in het mobiliseren van telkens nieuwe sociale groepen.
De term beweging kreeg in de jaren dertig een nieuwe lading, doordat stromingen die de bestaande scheidslijnen wilden doorbreken zich eveneens als zodanig gingen betitelen. Dat geldt zowel voor fascistische stromingen als voor de linkse doorbraak. Het engagement dat hiermee samenhing werkte ook door binnen de Friese beweging.
Ook in Noord-Friesland wordt naar Nederlands voorbeeld gesproken van een Friese beweging. De Friestalige taalgemeenschap is daar echter veel kleiner dan in Nederland en  vanouds sterk verbonden met de Duits- en Nederduitstalige meerderheid in het district. Een minderheid oriënteert zich hier op Denemarken. In Oost-Friesland, waar het Nedersaksisch de voertaal is, wordt zelden van een Friese beweging gesproken, evenmin als bij de Friestalige minderheden in Saterland en op Helgoland.

## Voorgeschiedenis
Oorspronkelijk was de Friese beweging een reactie op centralisatie van de politieke macht in Nederland. In de Bataafse Revolutie van eind 18e eeuw lag sterk de klemtoon op natievorming en eenheid. De Nederlandse taal had daarin een prominente functie. Het Staatsbewind liet door de Leidse hoogleraar Siegenbeek een eenheidsspelling maken, die in het onderwijs maatgevend moest zijn. 
De voorlopers van de Friese beweging verzetten zich niet tegen gebruik van het Nederlands, maar legden de nadruk op de Friese bijdrage aan het het ontstaan van de natie. Pas binnen het Selskip foar Fryske Taal- en Skriftekennisse), opgericht in 1844, ging de Friese taal een grotere rol spelen. Eerst rond 1900 kwam de Friese taal centraal te staan in de strijd van de Friese beweging voor gelijkberechtiging van het Fries en de Friezen.
Het Fries Genootschap van Geschiedenis-, Oudheid- en Taalkunde werd in 1827 opgericht. In 1835 gaf het Thet Freske Riim, met aantekeningen van de inmiddels overleden Ecco Epkema uit, die al in 1824 een woordenboek op het werk van Gysbert Japicx (1603-1666) had gepubliceerd, en daarmee een basis had gelegd voor de latere Friese spelling.

## Volksverhalen
Tiede Roelofs Dykstra (1820-1862), een van de oprichters van het Selskip 1844 begon in de provincie Friesland als een der eersten volksverhalen te verzamelen. Hij was eerder in contact gekomen met de Duitse mytholoog en volksverhaalverzamelaar Johann WIlhelm Wolf. Tiede Dykstra verzamelde ongeveer 120 verhalen, waarvan een deel dertig jaar later door een van zijn correspondenten (Waling Dykstra) zou worden gepubliceerd. Ook de broers Joost en Eeltsje Halbertsma verzamelden volksverhalen; zij hadden nauwe contacten met de Duitse gebroeders Grimm.
Het tijdschrift Iduna, geschreven in een zelf ontworpen Friese spelling, richtte zich op geschiedenis, folklore, taal en literatuur. Zo ontstonden ontmoetingsplaatsen voor de Friese taal en cultuur, zij het dat het nog om een kleine kring ging. 
De schrijver Waling Dykstra (1821-1914) werd in de tweede helft van de 19e eeuw beschouwd als de grote man van de Friese beweging.  Zijn eerste liederenbundel, uit 1848, werd vijfmaal herdrukt. Van zijn romans werden vooral de eerste twee vele malen herdrukt.
De voordrachtsavonden die hij met Tjibbe Geerts van der Meulen organiseerde, de Winterjoenenocht (winteravondvermaak), ontwikkelden zich tot een soort Friestalig cabaret. Het gevarieerde programma bestond uit rijmstukken, samenspraken en schetsen uit het volksleven, waarin de orthodox-protestanten en hun predikanten vaak behoorlijk op de hak werden genomen. Zij vormden een tegenhanger van de protestantse evangelisatiebewegingen, die de bevolking vaak eveneens in het Fries benaderden. 
Verschillende door Dykstra opgezette of geredigeerde bladen en jaarboekjes vonden een brede verspreiding, bijvoorbeeld Sljucht en Rjucht (vanaf 1897), De Fryske Skoeralmenak, het jaarboekje As jimme it leije meije (1899-1910). Zijn werk aan de Friese spelling en aan het Friesch Woordenboek is van veel betekenis geweest, evenals zijn folkloristische werk. Hij was de belangrijkste verzamelaar van Friese volksverhalen in de negentiende eeuw.

## Kristlik Selskip
De Friese beweging vond aanvankelijk voornamelijk aanhang in de liberale bovenlaag van de burgerij, daarna ook bij onderwijzers, ambachtslieden, middenstanders en arbeiders. De afstand tot het orthodox-christelijk volksdeel was aanzienlijk groter dan die tot het deel van de arbeiders dat het socialisme omarmde. Rond 1900 veranderde dat, toen ook protestantse voorlieden de Friese beweging omarmden.
In Geert Aeilco Wumkes' werk speelde het Fries een centrale rol. Deze taal was voor hem echter "gjin doel, mar middel" en hij zag haar dan ook niet als de kern van het Friese leven, maar als "de draechster fan ús fielings en tinzen" ("de draagster van onze gevoelens en gedachten"), die hij als wezen van de Friese identiteit belangrijker achtte. Wumkes was van grote betekenis voor de Friese Beweging, niet alleen door zijn betrokkenheid bij verschillende Friese organisaties, maar vooral ook door zijn inspanningen voor de acceptatie van het gebruik van het Fries in de kerk. In 1908 was hij betrokken bij de oprichting van het Kristlik Selskip for Fryske Tael en Skriftekennisse (later omgedoopt tot Kristlik Frysk Selskip). Deze vereniging richtte zich aanvankelijk op de bestudering van de Friese taal en literatuur, maar legde zich in de jaren twintig meer toe op de maatschappelijke emancipatie van het geformeerde en orthodox-hervormde volksdeel.

## Fedde Schurer
De Friese beweging kreeg een belangrijke stimulans doordat vooraanstaande protestanten zich losmaakten van de conservatieve politiek van de confessionele partijen en zich aansloten bij de Doorbraak. Een ervan was de gereformeerde onderwijzer, dichter en journalist Fedde Schurer, die al in de jaren '20 als christen-pacifist gebruik maakte van in de Friese taal. In de jaren '30 en '40 verbleef hij in Amsterdam, maar na de oorlog keerde hij naar Friesland terug. Als hoofdredacteur van de Friese Koerier schreef hij het bekende hoofdartikel 'De laatste man van de Zwarte Hoop', over de rechtszaak tegen de Lemster veearts Van der Burg, het artikel waar de rel mee begon die bekend is onder de naam Kneppelfreed. De zaak handelde om het gebruik van de Friese taal in de rechtszaal, dat door de magistratuur slechts werd toegestaan als iemand zich onvoldoende in het Nederlands kon uitdrukken. Schurer noemde deze houding "kinderachtig", en werd vervolgens gedagvaard wegens belediging. Op de dag van de rechtszitting braken buiten het gerechtsgebouw rellen uit, waarbij de politie zeer hardhandig optrad. Dit incident rond de ook in het westen bekende en gewaardeerde Schurer zette de Friese taalstrijd op de nationale agenda. Een commissie-Wesselings boog zich over de positie van het Fries en haar eindrapport van 8 juni 1953 werd in 1956 gevolgd door de wettelijke erkenning van de Friese taal.